# Kacapi

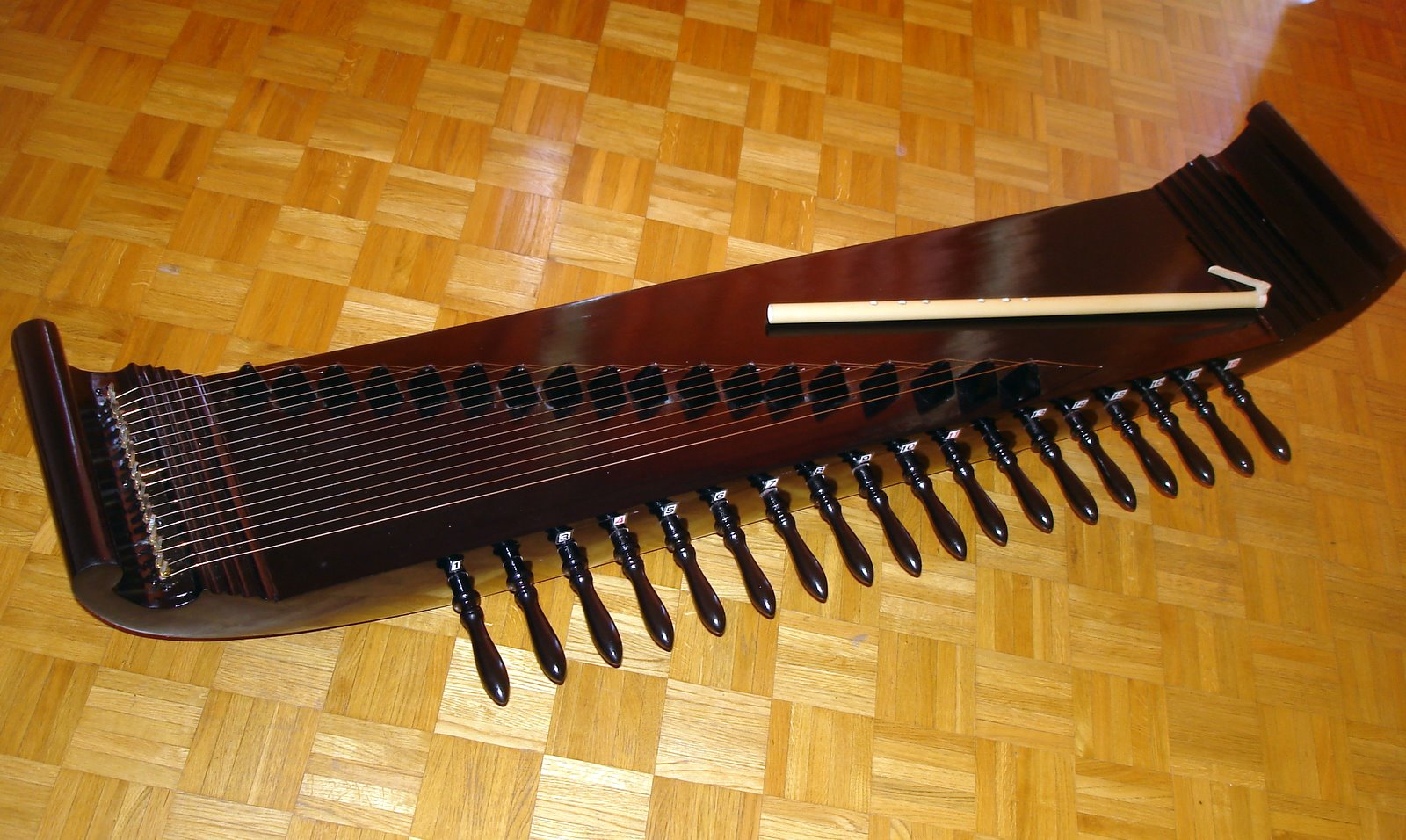
Große kacapi indung, auch kacapi parahu, mit 18 Saiten

Kacapi, auch kecapi, veraltet kechapi, ist eine Brettzither, die in der sundanesischen Musik im Westen der indonesischen Insel Java zur Gesangsbegleitung oder in einem kammermusikalischen Instrumentalensemble gespielt wird. Die kacapi begleitet zusammen mit der Bambusflöte suling den höfischen Gesangsstil tembang Sunda und bildet nur mit der Flöte das Instrumentalduo kacapi suling. Nach der Form des Resonanzkörpers werden eine große „bootsförmige“ kacapi parahu (auch Indonesisch kacapi indung, „Mutter-kacapi“, bezogen auf die Führungsrolle im Ensemble), eine höher klingende, „kleinere“ kacapi rincik (auch kacapi anak, „Kind-Zither“, Begleitfunktion) derselben Gestalt und eine flache kacapi siter mit einem trapezförmigen Kasten unterschieden. Die kacapi ist das charakteristische Instrument der sundanesischen Musik und ihre leisen Töne bestimmen wesentlich deren lyrische Qualität. Mit der als mythologisches Seelenschiff versinnbildlichten Bootsform transportiert die kacapi die Zuhörer nach ihrer Vorstellung in das goldene Zeitalter des vom 14. bis zum 16. Jahrhundert bestehenden, westjavanischen Reiches Pajajaran. Die zentraljavanische Entsprechung zur kacapi ist die Zither celempung.
Der aus dem Sanskrit abgeleitete Instrumentenname bezeichnet ferner eine von Bugis und Makassaren gespielte, bootsförmige Laute in Südsulawesi (kacaping oder kacapi) und in ähnlichen Schreibweisen weitere Lauten und Bambusröhrenzithern auf den Malaiischen Inseln.

## Herkunft und Verbreitung

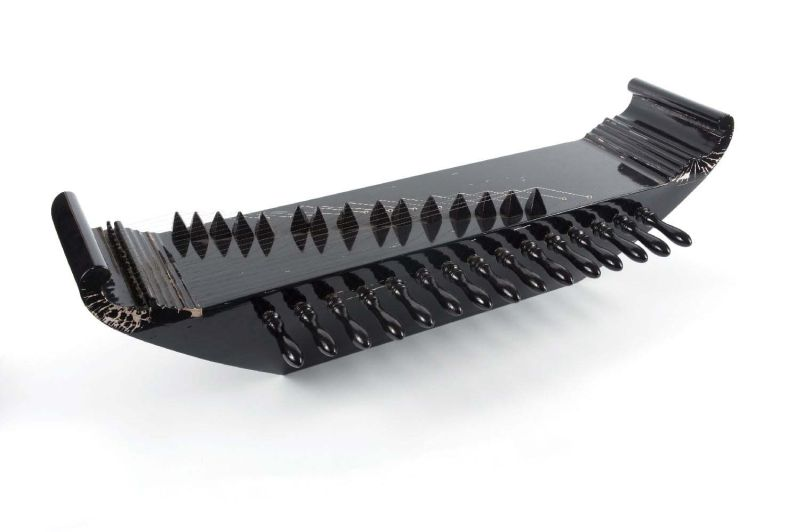
Kleine kacapi rincik mit 15 Saiten

Die javanische Kultur bildete sich aus der Verschmelzung einer altjavanischen, animistischen Tradition mit der von indischen Händlern und Kolonisten aus Südindien in den ersten nachchristlichen Jahrhunderten nach Südostasien gebrachten, indischen Kultur. Ab dem 15. Jahrhundert kamen mit der Islamisierung verbreitete, orientalische Einflüsse hinzu. Der Prozess der Indisierung vollzog sich von seinen Anfängen im 4. Jahrhundert v. Chr. bis zur vollen Ausprägung der indischen Kultur im 6. Jahrhundert n. Chr. Der Name kacapi geht auf Sanskrit kacchapi zurück, ein Saiteninstrument, das in Bharata Munis um die Zeitenwende entstandenem Werk über die darstellenden Künste, Natyashastra, erwähnt wird. Kacchapi und ghosaka waren offensichtlich zwei Saiteninstrumente von untergeordneter Bedeutung gegenüber den beiden hauptsächlichen Saiteninstrumenten, der neunsaitigen Bogenharfe vipanci vina und der siebensaitige Bogenharfe citra vina (chitravina, heute ein Alternativname für die junge, südindische Langhalslaute gottuvadyam). Den frühesten schriftlichen Beleg für Bogenharfen enthält das Jaiminiya-Brahmana aus dem 6. Jahrhundert v. Chr., das zum Samaveda gehört. Darin kommt bereits das Wort kacchapi in der Schreibweise kashyapi vor, das sich auf ein Musikinstrument bezieht, das im mahavrata-Ritual gebraucht wird.
Abbildungen von Bogenharfen verschwanden in Indien kurz nach der Mitte des 1. Jahrtausends und wurden durch Stabzithern mit dem Gattungsnamen vina ersetzt. Die altindische kacchapi war, wie sie im Natyashastra erwähnt wird, vermutlich eine Laute mit birnenförmigem Korpus. Es gibt zwar keine Abbildungen, welche den Instrumententyp belegen könnten, aber die Wortherkunft macht diese Schlussfolgerung wahrscheinlich. Kacchapi ist laut Curt Sachs (1915) von Sanskrit kacca abgeleitet, das mit Bengali kacchapa und Pali kacchaco verwandt ist und sich auf den Baum Cedrela tuna (Familie der Mahagonigewächse) bezieht, aus dessen Holz bis heute die indische sitar angefertigt wird. Dagegen bezieht sich Emmie te Nijenhuis (1930) auf den griechischen Einfluss auf das altindische Reich Gandhara. Auf Gandhara-Reliefs ist um die Zeitenwende eine einfache Laute mit drei Saiten und einem kurzen Hals abgebildet, für welche die Bezeichnung kacchapi zu passen scheint. Der Name kacchapi könnte von Sanskrit kacchapa, „Schildkröte“, entsprechend der Bedeutung des altgriechischen Wortes für ein Zupfinstrument, die Leier Χελώνη (cheloni, wörtlich „Schildkröte“) gewählt worden sein, da deren Resonanzkörper aus dem Panzer von Schildkröten hergestellt wurde. Es wurde nur der indische Instrumentenname an ein griechisches Saiteninstrument angepasst, aber nicht dessen Bauform übernommen, denn kein so (oder anders) bezeichnetes Saiteninstrument besitzt in Indien einen Resonanzkörper aus einem Schildkrötenpanzer.
Das indonesische Wort kacapi ist eine Ableitung des indischen Namens, der regionalsprachlich angeglichen wurde und neben der javanischen Kastenzither auf Sumatra die Bambusröhrenzither canang kacapi der Gayo in Aceh und die kacapi bambu bei den Minangkabau bezeichnet. Ohne den Zusatz bambu für eine Röhrenzither aus Bambus steht kecapi (kucapi, kacapi) bei den Minangkabau für eine Brettzither mit drei bis fünf, auf die gleiche Höhe gestimmten Saiten und einem Fingerbrett, mit dem sich eine Oktave Tonumfang greifen lässt. Diese kecapi, die vermutlich aus China eingeführt wurde, begleitet gelegentlich zusammen mit der Längsflöte saluang und der Streichlaute rabab einen bestimmten Gesangsstil (dendang).
Varianten des Instrumentennamens kacapi bezeichnen des Weiteren mehrere unterschiedliche Lauteninstrumente. Die Toba-Batak auf Sumatra nennen eine zweisaitige Laute mit einem schmalen, birnenförmigen Korpus hasapi; bei den Karo-Batak heißt dasselbe Instrument kulcapi, bei den Simalungan husapi und bei den Pakpak, die beide ebenfalls zu den Batak gehören, und bei den Minangkabau kucapi. Namensverwandt sind die bootsförmigen Lauten auf Sulawesi kasapi, kucaping und kacapi. Die Dayak auf Borneo spielen die lange viersaitige Laute sape, ähnlich lang ist die zweisaitige philippinische Bootslaute kutiyapi. Andere Lauteninstrumente, die das Wort kacapi im Namen enthalten, sind die kambodschanische Langhalslaute chapey dang veng und die thailändische krajappi.
Während der Name für diese Saiteninstrumente wahrscheinlich im 1. Jahrtausend von Indien in die Malaiische Inselwelt gelangte, trifft diese Herkunft der Form höchstens für einen Teil der Lauteninstrumente, aber nicht für Brettzithern zu. Letztere sind in Indien unbekannt. Im 1. Jahrtausend kam ein heute in Indien verschwundener Typ von Stabzithern nach Südostasien (überliefert als phin phia in Nordthailand und kse diev in Kambodscha); die für Südostasien typischen, idiochorden Bambusröhrenzithern haben dagegen einen malaiischen Ursprung, der bis in die Steinzeit zurückreicht. Zu den unterschiedlichen Bambusröhrenzithern gehören die einsaitige, geschlagene guntang auf Bali und die mehrsaitige, gezupfte sasando auf der Insel Roti. Ihre Ausbreitung erfolgte in Gegenrichtung von den Malaiischen Inseln nach Westen bis zur valiha in Madagaskar und zur yalambar in Nepal.
Die dritte Grundform einer Zither ist die Brettzither, bei der die Saitenebene parallel zu einem flachen Saitenträger verläuft. Asiatische Brettzithern tauchen archäologisch erstmals in Grabstätten aus der mittleren Zhou-Dynastie (um das 7. bis 5. Jahrhundert v. Chr.) in China auf, sie müssen jedoch bereits um das 12. Jahrhundert v. Chr. bekannt gewesen sein, denn das chinesische Schriftzeichen aus dieser Zeit mit der Bedeutung „Musik“ stellt Seidesaiten über einem Brett dar. Die älteste erhaltene Form einer chinesischen Zither ist die steglose guqin, die aus einem schmalen, 120 Zentimeter langen Brett besteht, über das sieben Seidensaiten gespannt sind. Ähnlich alt ist die größere und heute museale Zither se mit 25 Saiten, die über einen Steg verlaufen. Die leicht gewölbte Saitenebene verbindet die se mit den heute gebräuchlichen, ostasiatischen Wölbbrettzithern guzheng in China, koto in Japan, gayageum, geomungo und ajaeng in Korea und đàn tranh in Vietnam. Angefangen mit der 13-saitigen koto mit beweglichen Stegen und der 12-saitigen gayageum, die beide spätestens seit dem 8. Jahrhundert existieren, gehen die Wölbbrettzithern auf die chinesischen Vorbilder zurück.
Seit dem 11. Jahrhundert herrschten die hindu-javanischen Königreiche Kediri, Singhasari und als letztes hinduistisches Reich – bis zur endgültigen Machtübernahme durch muslimische Sultanate Anfang des 16. Jahrhunderts – Majapahit im Osten der Insel. Reliefs an ostjavanischen Tempeln zeigen einige Musikinstrumente, die zuvor noch nicht aufgetaucht waren, darunter die kleine, bananenförmige Metallschlitztrommel kemanak und der hantelförmige Doppelgong réyong. Auf einem Relief am ostjavanischen Tempel (candi) Jago (nahe Malang) vom Ende des 13. Jahrhunderts ist eine rechteckige, flache Zither ohne Resonanzkasten zu sehen, die sich – soweit erkennbar – in mehreren Details von der heute in Zentral- und Ostjava gespielten celempung unterscheidet, aber immerhin den Gebrauch von Brettzithern belegt. Eine Abbildung in Thomas Stamford Raffles The History of Java von 1817 zeigt eine trapezförmige Brettzither, derer Saiten seitlich am Saitenträger angebracht sind. Die Saiten führten demnach durch Bohrungen im Saitenträger nach unten und weiter zu den seitlichen Wirbeln, wie es bei der heutigen kacapi der Fall ist. Der abgebildete, flache Korpus entspricht den chinesischen Brettzithern und nicht den tiefbauchigen indonesischen Zithern kacapi, celempung und siter. Die aus China stammenden Brettzithern wurden offenbar erst nach 1920 unter europäischem Einfluss bis zu ihrem heutigen Aussehen verändert.
Nach den schriftlichen Quellen ist kacapi sehr wahrscheinlich der älteste Name für eine indonesische Zither. Ein sundanesisches Palmblattmanuskript von 1518 mit dem Titel Sanghyang Siksakanda ng Karesian erwähnt das Erzählen epischer Geschichten (pantun) als indirekten Hinweis auf eine Zither, weil diese bekanntermaßen als Begleitung des pantun-Vortrags verwendet wird. Ein anderes sundanesisches Manuskript, das vermutlich aus dem 16. Jahrhundert stammt, enthält das Wort kacapi für ein Musikinstrument, dessen Form unklar ist. Laut Wim van Zanten (2008) entstand die heutige kacapi parahu im 19. Jahrhundert aus der älteren kacapi pantun und die kleinere kacapi rincik kam um 1930 hinzu. Die in der javanischen Musik gespielten Saiteninstrumente sind neben der kacapi die Zithern celempung und siter, sowie die Streichlauten rebab und tarawangsa.

## Bauform

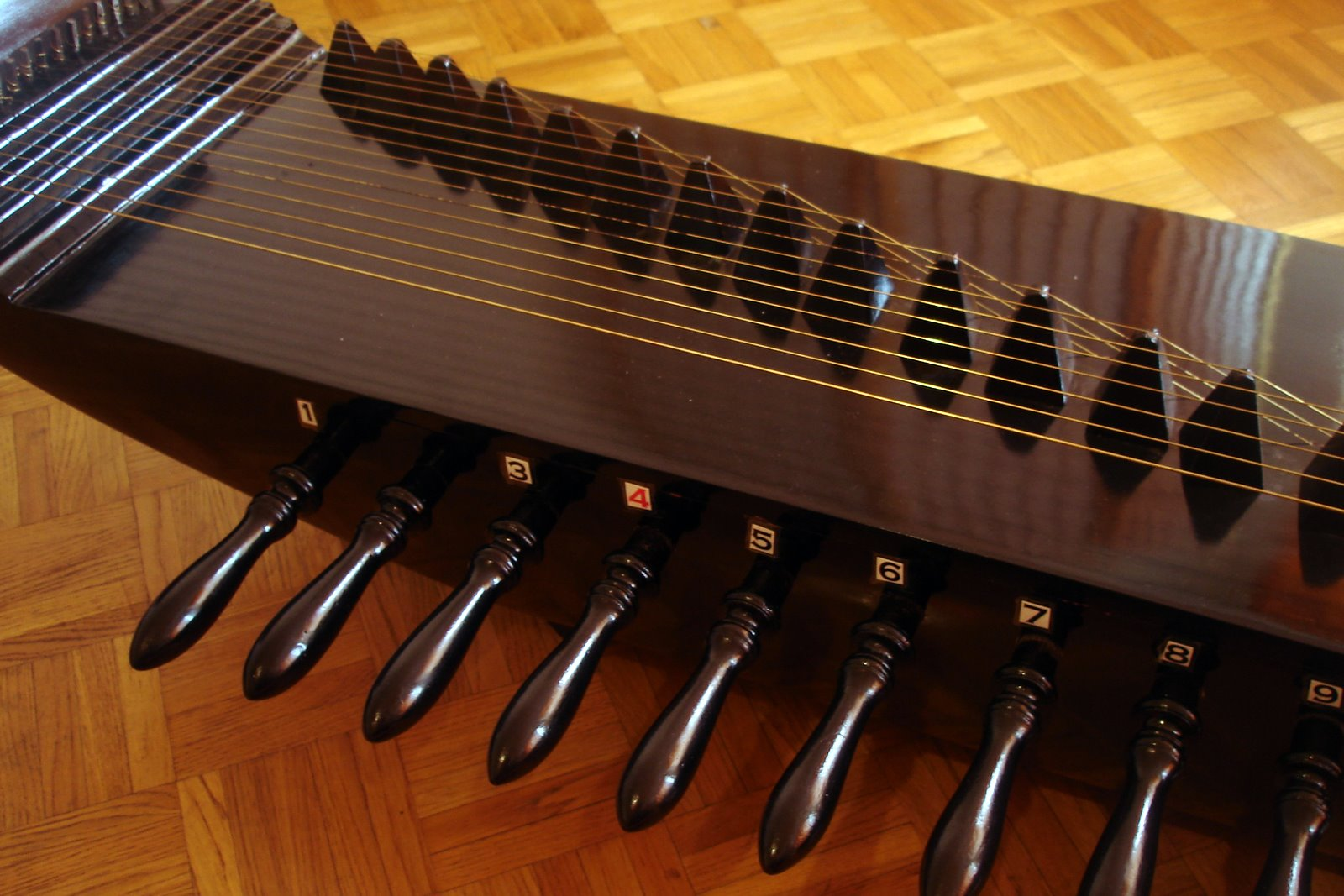
Stimmwirbel einer kacapi indung

Die kacapi parahu (indonesisch perahu, „Boot“, im engeren Sinn Prau, Auslegerboot), auch kacapi indung („Mutter-kacapi“) besitzt einen aus Holzbrettern gefügten Korpus mit einer flachen, langrechteckigen Decke und Längsseiten, die an beiden Enden bootsförmig gerundet sind. Eine besondere Holzart ist nicht erforderlich, verwendet werden in Westjava wachsende Hölzer wie Manglieta glauca (ein Magnoliengewächs, indonesisch manglid), Cedrela febrifuga (synonym Toona sureni, ein Mahagonigewächs, indonesisch surén) und Cananga odorata (indonesisch kenanga). Manchen Holzarten, besonders Cananga odorata und Aegiceras corniculatum (indonesisch kaboa), das in Mangrovenwäldern wächst, wird eine magische Bedeutung zugesprochen.
Die Gesamtlänge beträgt 135 bis 150 Zentimeter, die Breite 24 bis 28 Zentimeter und die durchschnittliche Höhe der Decke über der Grundfläche 25 Zentimeter. Der Resonanzkörper (wangkis, „Bauch“) wird aus mehreren Brettern zusammengeleimt, früher wurde er vermutlich aus einem Holzblock herausgeschnitten, wie eine langrechteckige, flache Zither der Baduy zeigt, einer kleinen Ethnie in der Provinz Banten. Die Schmalseiten sind über die Ebene der Decke hinaus nach oben gezogen. Die geschwungenen Enden heißen gelung („Haarlocke“). Nach Fertigstellung wird der Korpus mit Schellack schwarzbraun lackiert. Die Saiten verlaufen von Stiften aus Metall oder Holz über eine als Sattel dienende Holzkante und über eine Reihe von in einer Diagonale aufgestellten Stegen aus Hartholz durch eine Bohrung in der Decke bis zu den hölzernen Stimmwirbeln (pureut) an der Unterseite. Die Saiten werden von der Unterseite durch ein 9 mal 60 Zentimeter messendes Schallloch (aweuhan) an den Wirbeln befestigt. Die Grobstimmung erfolgt an den Griffen der Stimmwirbel, die in einer Reihe an der vom Spieler abgewandten Längsseite angeordnet sind. Zur Feinstimmung lassen sich die pyramidenförmigen Stege, genannt tumpang sari, kajang, susu (indonesisch, einfaches sundanesisch „Brüste“) oder inang (sundanesische Hochsprache „Brüste“, „Amme“), auf der Decke verschieben. Die Namen der Bauteile verweisen auf die kulturelle Bedeutung der kacapi, die als weibliches Instrument gesehen wird.
Die kacapi indung hat üblicherweise 18 Messingsaiten, die gleich geformte, aber kleinere und höher gestimmte kacapi rincik (javanisch rincik, „klein“), auch kacapi anak (indonesisch „Kind-Zither“) hat 15 Stahlsaiten (Motorradbremszüge). Die große kacapi erhielt das Beiwort indung („Mutter“) zur Unterscheidung von der um 1930 entwickelten kleineren Zither. Wenn beide kacapi im Orchester zusammenspielen, bedeutet indung das Instrument mit den tieferen Tönen und rincik dasjenige mit den höheren Tönen. Ein solches ungleich großes „Mutter-Kind“-Instrumentenpaar stellen in Westjava auch zwei angklung (verschieden große Schüttelidiophone aus Bambus) und zwei dogdog (unterschiedlich lange, einfellige Zylindertrommeln, die den Zeremonialtanz réog begleiten) dar.
Die höchste Saite (barang, seltener tugu) befindet sich nahe beim Musiker, der im Schneidersitz mit dem Instrument quer vor sich auf dem Boden sitzt und mit Daumen, Zeigefinger und Mittelfinger beider Hände die Saiten zupft. Von dieser für eine Brettzither allgemein üblichen Spielposition weicht nur die celempung ab, die mit der Schmalseite zum Musiker ausgerichtet ist und deren Saiten mit den Händen über die Längsseiten gegriffen werden. Eine besondere Zither, die zur Begleitung von pantun-Versen verwendete kacapi pantun, hat 11 bis 15 Saiten. Sie wird aus dem weichen, fast weißen Holz von Alstonia scholaris (indonesisch pulai, sundanesisch lamé) gefertigt und im natürlichen Holzfarbton belassen.
Anders konstruiert ist die kacapi siter, deren Korpus aus einem flachen, rechteckigen Kasten mit typischerweise 94 Zentimetern Länge besteht. Die Breite verjüngt sich von etwa 28 Zentimetern nach einem Drittel der Länge auf rund 18 Zentimeter. Die 20 Saiten laufen von metallenen Stimmschrauben an der breiten Querseite über einen verschiebbaren Sattel und weiter über eine diagonale Reihe von Stegen bis zu ihren Befestigungspunkten unter der Decke an der schmalen Querseite. Ein Schallloch befindet sich am Boden in der Mitte unter den Saiten.

## Stimmung
Der Tonumfang der kacapi indung beträgt über drei Oktaven. Die Ziffernnotation der sundanesischen Musik (degung) beginnt mit 1 (sundanesisch hiji) beim höchsten Ton der Skala und steigt über 2 (dua), 3 (tilu), 4 (opat) bis 5 (lima), dem tiefsten Ton der Oktave. Dies ist umgekehrt zur zentraljavanischen Ziffernnotation, die bei der theoretisch siebenstufigen pélog-Skala von der tiefsten Note 1 bis zur höchsten Note 7 zunimmt. Auf die höchste Saite 1 (barang, auch tugu) folgen die Saiten 2 (kenong), 3 (panelu), 4 (bem, seltener galimer), 5 (galimer, seltener singgul) und dem höchsten Ton der nächsttieferen Oktave 6 (barang). Die 11. und 16. Saite sowie die Töne, die sie hervorbringen, heißen wiederum barang. Die erste Saite (barang) wird selten gezupft. Manche kacapi besitzen nur 16 oder 17 Saiten, dann heißt die erste Saite kenong (Tonfolge einer 20-saitigen kacapi zum Hörenⓘ).
Gestimmt wird die kacapi auf die Tonleitern sléndro, sorog oder pélog, deren Intervalle zwischen der jeweils fünf Töne umfassenden Oktave unterschiedlich sind. Die kacapi ist immer auf eine der drei Tonleitern gestimmt, ohne die Tonstufen zu vermischen. Der zum Stimmen verwendete Ausgangston ist barang auf der sechsten Saite. Dieser Ton wird von der Bambuslängsflöte suling mit sechs Fingerlöchern und etwa 62 Zentimetern Länge übernommen, die bei mehreren Ensembletypen mit der kacapi zusammenspielt. Er entspricht ungefähr f1 (349 Hz) bei allen drei Tonleitern. Die Stimmung der weiteren Saiten geschieht durch Abspielen typischer Melodiefolgen des tembang Sunda-Repertoires, also des klassischen westjavanischen Gesangsstils. Es gibt Flöten mit Längen zwischen 60 und 65 Zentimetern, die Höhe der Note barang bei der Flöte variiert entsprechend, die Tonhöhenangaben beziehen sich daher nur auf eine zur Stimmung herangezogene, 62 Zentimeter lange Flöte. Die pélog-Stimmung einer Oktave beträgt im Vergleich zur westlichen Tonfolge ungefähr gemäß der Anordnung der Saiten:
1 barang (f2, 698 Hz), 2 kenong (e2, 659 Hz), 3 panelu (c2, 523 Hz), 4 bem (b♭1, 466 Hz), 5 galimer (a1, 440 Hz) und 6 barang (f1, 349 Hz).
Die meisten Musikstücke werden in der pélog-Stimmung aufgeführt. In Bandung beginnt ein Konzert mit pélog-Stücken, um im Mittelteil nach sorog und am Schluss nach sléndro zu wechseln. In Cianjur, westlich von Bandung, werden häufig nur Stücke in der pélog- und sorog-Stimmung gespielt. Um das Instrument auf sorog umzustimmen, wird die dritte Saite (panelu) von ungefähr c2 auf d2 erhöht, die übrigen Saiten bleiben unverändert. Für sléndro wird die Tonhöhe der dritten Saite (panelu) wieder gesenkt: auf ein geringfügig höheres c2 als bei der pélog-Stimmung. Saite 1 und Saite 4 bleiben unverändert, aber die Saiten 2 und 5 werden tiefer gestimmt. Für sléndro ergibt sich die Tonfolge:
1 barang (f2), 2 kenong (e2♭-), 3 panelu (c2), 4 bem (b1♭), 5 galimer (g1+) und 6 barang (f1).
Die Intervalle beim sléndro sind annähernd äquidistant. Bei allen drei Tonleitern bleiben barang und bem unverändert. Während die kacapi stets auf eine der drei hauptsächlichen Tonfolgen (surupan) gestimmt ist, können die Gesangsstimme und die beiden anderen Musikinstrumente, die Flöte suling und die Streichlaute rebab, bei manchen Stücken Töne aus einer anderen Tonleiter einbauen. Die kacapi ist daher das für die Einordnung eines Musikstücks zu einer der drei Tonleitern maßgebliche Instrument.
Außer pélog, sorog und sléndro waren früher noch andere Tonfolgen in Gebrauch. Die mandalungan-Stimmung entspricht der Tonfolge sorog, beginnt jedoch mit dem Ton panelu und die mataraman-Stimmung entspricht der Tonfolge pélog, die mit dem Ton bem beginnt. In den 1920er und 1930er Jahren konnte ein Konzert in Cianjur mit Musikstücken in pélog beginnen, mit sorog-Liedern weitergeführt werden und mit mataraman-Stücken abschließen. Eine besondere Rolle in den Melodiefolgen des tembang Sunda kommt den kempyung genannten Intervallen barang–bem, kenong–galimer und panelu–barang zu, die mit etwas mehr als 702 Hz geringfügig über einer Quinte liegen. Jaap Kunst, der in den 1920er Jahren als erster westlicher Musikethnologe eine Theorie der sundanesischen Stimmungen entwickelte, begründete auf den bei pélog- und sorog-Tonleitern – mehr an Metallophonen als an der kacapi gemessenen – Quintintervallen zusammen mit Erich von Hornbostel die (in den 1940er Jahren widerlegte) Blasquintentheorie.

## Spielweise
Die musikalisch führende kacapi indung gibt allgemein mit sparsamen Akkordfolgen das Tempo vor, sie eröffnet und verbindet die gesungenen Sequenzen (kacapi indung solo Hörprobeⓘ), die kacapi rincik reichert das tonale Grundgerüst durch Zwischentöne an (kacapi indung und kacapi rincik Hörprobeⓘ).
Die verschiedenen Formen der kacapi wurden früher fast nur von Männern gespielt. Besonders für verheiratete Frauen erschien in vielen Fällen das öffentliche Musizieren allgemein als problematisch. Dies wurde bei einer Frau eher akzeptiert, wenn ihr Mann ebenfalls Musiker war. Dennoch sind einige herausragende Musikerinnen bekannt, die kacapi oder suling spielten. Seit Mitte des 20. Jahrhunderts gibt es Bemühungen der indonesischen Regierung, Frauen in der Musik zu fördern. Hierzu gehört die Einrichtung des angesehenen, höfischen Ensemblytyps gamelan degung, in dem auch Frauen mitspielen. Frauen treten nach wie vor überwiegend als Sängerinnen auf.

### Tembang Sunda
Die kacapi indung und die kleinere kacapi rincik begleiten im Ensemble tembang Sunda mit der Bambusflöte suling und der zweisaitigen Stachelgeige rebab (namensverwandt mit der orientalischen rabāb) ein gesungenes Gedicht. Das Wort tembang in der niedrigen javanischen Sprache (sekar in der javanischen Hochsprache Kawi) bezeichnet eine rein vokal vorgetragene, javanische Versform; besonders bekannt ist die Versform tembang macapat. Das „sundanesische tembang“ steht für einen auf der javanischen Gedichtform pantun basierenden Musikstil und für das dazugehörige Ensemble. Cianjuran ist eine ältere und heute weniger verwendete Bezeichnung des Gesangsstils, benannt nach der westjavanischen Stadt Cianjur. Der Stil tembang Sunda Cianjuran wird jedoch auch in anderen Regionen Westjavas gepflegt. Tembang Sunda hat sich aus der alten Rezitationskunst der epischen Erzählungen carita pantun vermutlich Anfang des 19. Jahrhunderts als höfische Kunstform entwickelt. Die älteste Textgattung im tembang Sunda sind die papantunan-Lieder, so genannt, weil sie den nicht metrisch gebundenen pantun-Erzählungen formal entsprechen. Es wird erzählt, der Herrscher von Cianjur, Dalem Pancaniti (reg. 1834–1862) habe um 1840 vier seiner Hofdichter beauftragt, aus einzelnen Episoden bekannter pantuns Lieder zu komponieren, die eigenständig zur Begleitung einer kacapi vorgetragen werden konnten, und habe damit entscheidend zur Schaffung eines tembang Sunda-Repertoires beigetragen. Weitere, sehr alte tembang Sunda-Lieder heißen jejemplangan und rarancagan. Sie werden ausschließlich in pélog gespielt, die wesentlich späteren panambih-Lieder („hinzugefügte Lieder“) werden in einer metrischen Form, in allen drei Stimmungen und mit einer zusätzlichen kacapi rincik dargeboten. Vom modernen, metrischen panambih-Stil wird der ältere, freirhythmische mamaos-Stil unterschieden.
Die Verse des tembang Sunda beschreiben eine nostalgische Sehnsucht nach dem hinduistischen, westjavanischen Königreich Pajajaran, das von 1333 bis 1579 existierte und in Konkurrenz zum ostjavanischen Reich Majapahit stand. Seine Hauptstadt war Pakuan, das in der Nähe der heutigen Stadt Bogor lag. Deshalb beginnt eine Aufführung von tembang Sunda mit einem kurzen Satz oder einem Vers, der an die goldene Zeit erinnert, als die Bürger in Frieden unter einem König lebten, der eine Inkarnation des Gottes Vishnu war. Ein häufig vorkommendes, melancholisches Motiv ist ein Boot, das auf das Meer hinausfährt. Dem gefahrvollen Meer stehen die Berge gegenüber, die als Orte geistiger Kraft gelten und die im gunungan, der zentralen Figur des Schattenspiels wayang kulit symbolisch mit den Göttern in Verbindung steht. In den Geschichten geht es häufig um Liebe, nicht um konkrete gesellschaftliche Probleme. Auch wenn Javanisch und Indonesisch in der Region weiter verbreitet sind, werden die Verse nur in der sundanesischen Sprache vorgetragen.
Beim panambih tembang Sunda zupft der kacapi indung-Spieler mit dem Zeigefinger und Daumen der rechten Hand sowie mit dem Mittelfinger und Daumen der linken Hand, während er den linken Ringfinger zum Dämpfen der Saiten verwendet. Die mit der rechten Hand gespielten, kurzen Saiten brauchen nicht gedämpft zu werden. Der Zeigefinger der rechten Hand spielt ein Intervall nahe beieinander liegender Töne und der rechte Daumen ergänzt einen Ton zwischen den Zählzeiten. Die Finger der linken Hand fügen synkopische Muster hinzu, welche den Schlägen der Fasstrommel kendang im gamelan degung entsprechen, und beenden eine musikalische Phrase mit einem tiefen Ton, was beim gamelan degung Aufgabe des großen Gongs goong ageung ist. Die Saiten werden mit der Kuppe der Daumen und mit den Nägeln der Finger gezupft, häufig bleibt der Zeigefinger nach dem Zupfen einer Saite mit der Kuppe auf der Nachbarsaite liegen. Weil die tiefen Saiten der kacapi verhältnismäßig laut klingen, müssen sie gleichzeitig mit dem Anzupfen der nächsten Saite gedämpft werden. Beim nichtmetrischen mamaos-Stil wird nur mit beiden Zeigefingern gezupft.
Seit den 1950er Jahren wird im panambih tembang Sunda auch die kleinere kacapi rincik verwendet, die im panambih-Stil wie die kacapi indung beim mamaos-Stil gespielt wird, mit dem Unterschied, dass bei der kacapi indung mit dem rechten Zeigefinger in Richtung des Spielers gezupft und bei der kleineren Zither weg von diesem gezupft wird. Eine abfallende Tonfolge ist so leichter spielbar. Saiten werden bei Bedarf mit dem Daumen der rechten Hand gedämpft. Der gleichmäßige Fluss bestimmter Tonfolgen kann gelegentlich durch das Spiel dreier Noten anstelle von vier rhythmisch durchbrochen werden. Es gibt unterschiedliche Spielweisen, bei manchen erklingen zwei Noten zur selben Zeit.

### Pantun

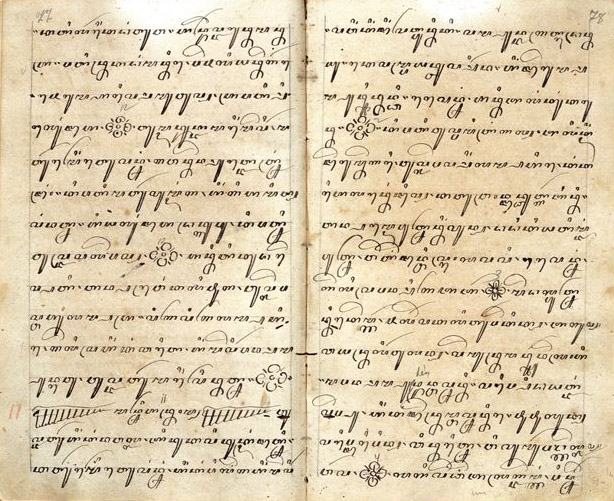
Eine Seite aus dem javanischen Manuskript Babad Pajajaran, einer Biografie des Sri Baduga Maharaja, bekannt als Prabu Siliwangi („König Siliwangi“). Kopiert im 19. Jahrhundert in Sumedang. Javanische Schrift (aksara Jawa).

Bei den pantun-Erzählungen begleitet sich der stets männliche und häufig blinde Sänger selbst auf einer kacapi oder seltener einer zweisaitigen Kastenhalslaute tarawangsa, die ebenfalls ein typisches sundanesisches Instrument ist. Der von einer variationsarmen Tonfolge auf dem Saiteninstrumente unterlegte Sprechgesang klingt monoton und wird nur gelegentlich von etwas melodischeren Sequenzen unterbrochen. Das Palmblattmanuskript von 1518 belegt die Existenz von pantun-Erzählungen seit Anfang des 16. Jahrhunderts, wobei nicht bekannt ist, ob sie immer in der heutigen Weise vorgetragen wurden. Die pantun-Erzählung Lutung Kasarung („Der verlorene Affe“, lutung ist ein kleiner schwarzer Affe) enthält viele Wörter, die im modernen Sundanesisch nicht vorkommen und dafür wenige Übernahmen aus dem Arabischen oder Niederländischen, was auf ein hohes Alter der zunächst mündlich überlieferten Volkserzählung schließen lässt. Es gibt ein sundanesisches Sprichwort: kawas pantun teu jeung kacapi, „wie ein pantun(-Sänger) ohne kacapi“, das sich auf jemanden bezieht, der anderen Leuten Ratschläge gibt, ohne sich selbst daran zu halten. Das Sprichwort zeigt die enge Verbindung zwischen pantun und der kacapi, die seit langer Zeit das Standardbegleitinstrument der langen epischen pantun-Verse darstellt.
Pantun-Erzählungen werden traditionell bei muslimischen Gebeten (salat hajat), Familienfeiern wie Beschneidungszeremonien und Hochzeiten sowie bei jahreszeitlichen Festen (Erntedank) vorgetragen. Sie erfüllen des Weiteren eine Funktion bei magischen Beschwörungen (ngaruat, Vertreibung böswilliger Kräfte). In diesem Fall wird vor dem Sänger ein Opfer abgelegt und Räucherwerk angezündet, die Aufführung dauert von 8 Uhr abends bis um 5 Uhr morgens. In den pantun-Erzählungen werden die Mythen und Legenden der Sundanesen tradiert. Zu den mythischen Geschichten gehört das Wawacan Sulanjana („Die Erzählung von Sulanjana“). Die im Titel genannte Hauptfigur ist der Sohn des Gottes Batara Guru. Das in mehreren Manuskripten überlieferte Werk handelt von den sundanesischen Göttern und erzählt im Besonderen den Mythos vom Ursprung der Reispflanze. Ein anderes pantun, das Mundinglaya Dikusumah berichtet von der Initiation der Urahnen. Darin kommen zahlreiche Episoden aus dem Leben des großen Königs Siliwangi vor (eigentlich Sri Baduga Maharaja), der 1482 bis 1521 regierte.

### Kacapi suling

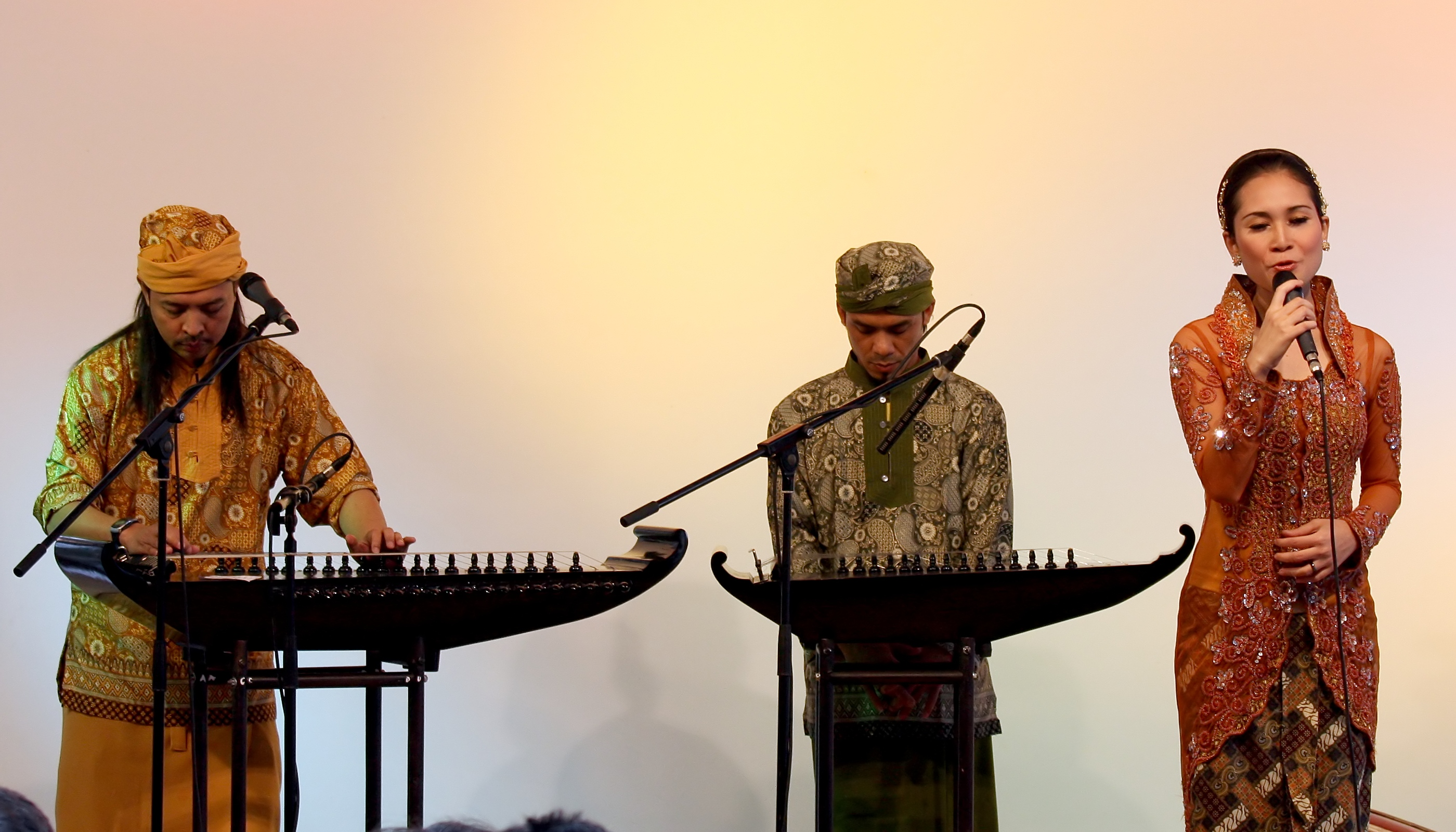
Konzert der Gruppe SambaSunda im Mai 2010 in Köln mit kacapi indah und kacapi rincik

Kacapi suling ist ein Ensemble und der dazugehörige Musikstil, der dem panambih tembang Sunda ohne Gesangsstimme entspricht. Der Stil wurde im 20. Jahrhundert als Ableger des tembang Sunda in den Städten beliebt und verbreitete sich besonders durch Musikkassetten. Das Spiel einer Flöte und zwei oder drei Zithern eignet sich mit seinem gleichmäßig fließenden Charakter als angenehm-unauffällige Hintergrundmusik, als Pausenfüller im Rundfunk oder in der Lobby eines Hotels. Auf der Konzertbühne wird kacapi suling selten aufgeführt. Der suling-Spieler hat einige Freiheiten zu improvisieren. Wenn eine kacapi indung und zwei kacapi rincik mitwirken, folgt die zweite kacapi rincik der Hauptmelodie im Oktavabstand mit einem schnellen Offbeat-Rhythmus.
Zu den Modernisierungsversuchen in den 1980er Jahren gehörte der Ersatz einer der drei Zithern durch ein Klavier. Musikalisch ergab sich bei den Aufnahmen jener Zeit keine Neuerung, weil der Pianist recht getreu den Part der kacapi rincik übernahm. Deutlich experimenteller ist die populäre Gruppe SambaSunda, die seit Mitte der 1990er Jahre kacapi, suling und eine weibliche Gesangsstimme unter anderem mit verschiedenen Gongs und Metallophonen des gamelan (saron, bonang) angklung und den Trommeln kendang und djembé kombiniert.

### Kacapian
Kacapian, auch kecapian, bezeichnet unterschiedliche Gesangsstile, die von der flachen kacapi siter und einer Reihe weiterer Instrumente wie biola (Violine), gitar (Gitarre), tarawangsa (Kastenstreichlaute) und kendang (Fasstrommel) bis zu den Schlaginstrumenten eines gamelan begleitet werden. Im Unterschied zum höfischen tembang Sunda ist kacapian der Stil einfacher Leute, der in der Hausmusik und häufig von männlichen Straßenmusikern gespielt wird. Ein kacapian-Ensemble begleitet auch den als leicht und unterhaltend geltenden Gesangsstil kawih. Die kacapi wird melodisch sehr virtuos eingesetzt. Der Gesangsstil kacapi kawih verwendet komplexe rhythmische Muster und stellt einen Ausgangspunkt für die moderne sundanesische Popmusik dar. Der bekannteste Vertreter des kacapian war Koko Koswara (auch Mang Koko, 1915–1985), auf den die virtuose Spielweise der kacapi mit schnellen Tonfolgen zurückgeht. Erst seit der Popularisierung des kacapian erscheint es auch für männliche Sänger angemessen, den bislang Frauen vorbehaltenen Gesangspart zu übernehmen. Kacapian-Lieder werden meist in sléndro-Stimmung vorgetragen, sie gehören zum dörflichen Liedgut und begleiten die scherzhaften Darbietungen jenaka Sunda (jenaka, „Humor“). Die kacapi siter, die im Ensemble stets die Führungsrolle behält, darf hierbei ohne Einschränkung auch von Frauen gespielt werden.
Die Reime der kawih-Verse sind komplex, sie haben die Form sich reimender Zeilenpaare (sisindiran), bei denen eine Anspielung (sindir) auf das Gemeinte durch ähnlich klingende Wörter gegeben wird. Dies geschieht in der Form eines einzelnen Zweizeilers (wawangsalan) oder in mehreren Verspaaren (paparikan). Auf die erste Verszeile, die eine Naturbeschreibung enthält, folgt die zweite Zeile zu einem bestimmten Thema.

### Tarawangsa
Die zweisaitige, mit dem Bogen gestrichene Kastenhalslaute verlor ihre Funktion im javanischen gamelan Anfang des 19. Jahrhunderts an die Streichlaute rebab, sie besitzt dafür in Westjava eine wesentliche Funktion in der rituellen Musik. In einem sundanesischen Manuskript vermutlich aus dem 15. Jahrhundert wird erwähnt, dass die tarawangsa an einem Ort gespielt werden, an dem die Götter leben (kahyangan). Die tarawangsa wird in der Zeremonialmusik von einer kacapi mit einigen Akkorden rhythmisch begleitet. Zu den traditionellen Zeremonien (upacara adat) gehören neben Musikstücken und Liedern mit kacapi auch Vorführungen mit gamelan degung, eigens choreographierte Tanzformen und Prozessionen.
In der Zeremonie ormatan tarawangsa wird den Ahnen, der Reisgöttin Dewi Sri (sundanesisch Nyi Pohaci Sanghyang Asri) und Allah Respekt gezollt, um deren Segen gebeten und für die Reisernte gedankt. Die hierbei begleitende Zither ist eine siebensaitige kacapi tarawangsa mit einem schmalen, flachen Korpus, der an den Stirnseiten bootsförmig gerundet ist. Alle Elemente des Rituals haben eine symbolische Bedeutung, die auch die Musikinstrumente umfasst. Die beiden Saiten der tarawangsa stehen für den universalen Dualismus, die sieben Saiten der kacapi symbolisieren die sieben Wochentage und die Saiten beider Instrumente zusammen verweisen an die neun heiligen Wali, walisongo, im indonesischen Islam besonders auf Java als Heilige verehrte Missionare. Zugleich steht die Zahl Neun für die neun Monate der Schwangerschaft und für die 99 Namen Allahs. Das Ritual dauert die ganze Nacht.
Im Gebiet von Sumedang (nordöstlich von Bandung) gehören zur Erntedankzeremonie jentréng tarawangsa Frauentänze und Opferungen an die Göttin Nyi Pohaci. Die hierfür zur Begleitung der tarawangsa (oder ngék-ngék) gespielte Zither ist die kacapi jentréng. Beide Instrumente besitzen einen aus einem Holzblock geschnitzten Korpus.

### Gamelan Degung
In den 1970er und 1980er Jahren kam es beim großen höfischen Ensemble gamelan degung zu Änderungen bei der Besetzung. Im klassischen Ensemble (degung klasik) spielen zwei saron (hoch tönendes Metallophon mit 14 Bronzeklangplatten), bonang (Buckelgongs in zwei Reihen), jengglong (sechs kleine, hängende Buckelgongs), ein goong (großer hängender Buckelgong), eine suling (Flöte) und kendang (zweifellige Fasstrommel) zusammen. Dieses zuvor rein männliche Ensemble, welches das klassische Repertoire pflegte, nahm Sängerinnen und Musikerinnen auf und begann, auch leichtere Unterhaltungslieder zu spielen. Das neue Ensemble wird degung kawih genannt, nach dem populären, leichten Gesangsstil kawih. Als neues Instrument kam die kacapi hinzu. Rhythmische Neuerungen stammen unter anderem aus dem Popmusikstil dangdut und aus der westjavanischen Tanzmusik jaipongan.

### Musik der Baduy
Die Baduy bilden eine Ethnie von einigen tausend Mitgliedern, die in einer abgelegenen Region im Süden der Provinz Banten lebt und als Nachfahren der ältesten sundanesischen Bevölkerung gilt. Für die Baduy, die einen aus Animismus und Hinduismus bestehenden Volksglauben pflegen, ist die Bewahrung der eigenen Kultur vor äußeren Einflüssen ein zentrales Gebot. Die Gruppe ist in „innere Baduy“, die praktisch alle modernen Errungenschaften (wie Transportmittel, Geld, kaum Kontakt mit Fremden) ablehnen, und in „äußere Baduy“, die an den Außengrenzen des Gebiets leben, geteilt. Zu ihren Musikinstrumenten gehören eine kleine Variante der kacapi, die Streichlaute tarawangsa (hier rendo), mehrere Größen von Bambusflöten (suling lamus, suling kumbang, élèt und tarawélét) und eine Form der Bambusgefäßrassel angklung. Alle Instrumente kommen auch in der anderen sundanesischen Musik vor.
Die ersten Aufnahmen von Baduy-Musik wurden vermutlich 1956 in einem Rundfunkstudio in Jakarta gemacht. In den 1980er Jahren betrieb Wim van Zanten musikethnologische Feldforschung bei den Baduy. Viele Musikinstrumente haben ein weißes Kreuz aufgemalt (Opferzeichen, tumbal), was bedeutet, dass sie bei der Verständigung mit Göttern und Ahnen eingesetzt werden. Mit Ausnahme der Maultrommel karinding dürfen nur Männer Musikinstrumente spielen. Die Baduy kennen den epischen Gesang carita pantun, bei dem sich der Sänger auf einer kacapi begleitet. Pantun-Gesänge werden zu Beginn der Reisauspflanzung, bei Erntefesten, Hochzeiten, beim Einzug in ein neues Haus und bei Reinigungsritualen vorgetragen. Bei solchen Gelegenheiten findet sich die gesamte Dorfgemeinschaft ein. Die vier genannten Bambusflöten werden solistisch gespielt, lediglich die 62 Zentimeter lange suling lamus mit sechs Fingerlöchern darf auch mit der kacapi gespielt werden, wahlweise unter Beteiligung der Streichlaute.
Es heißt, mit der kepaci könne die Reisgöttin Déwi Asri angesprochen werden. Diesem Zweck dient auch das angklung. Eine zeremonielle Bedeutung hat ferner das Reisstampfen (gendék), bei welchem mit dem aus einem Baumstamm angefertigten Stampftrog lesung ein komplexer Rhythmus erzeugt wird. Kacapi, Flöten, Maultrommel und rhythmisches Reisstampfen kommen auch bei den inneren Baduy vor.

## Kulturelle Bedeutung

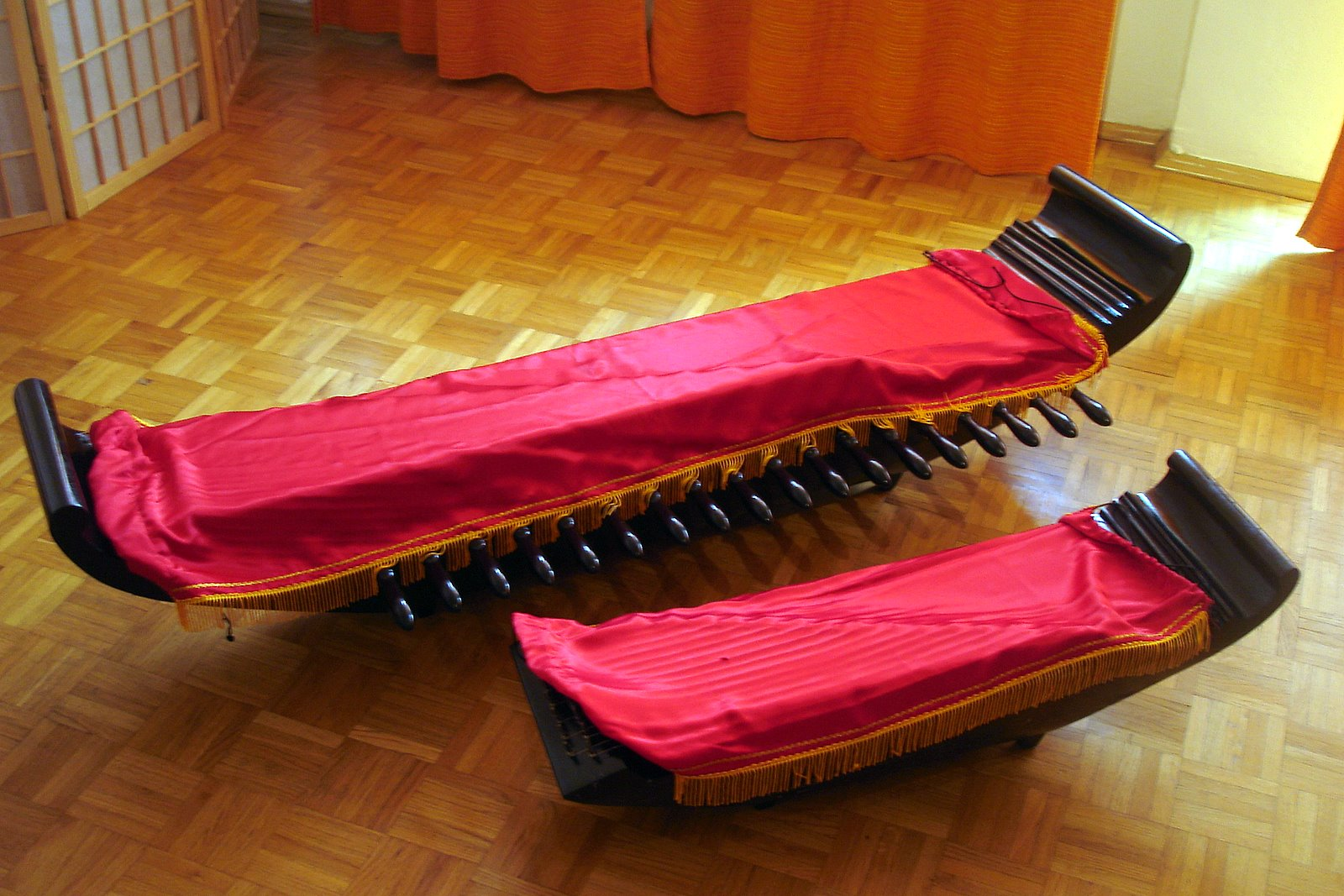
Kacapi indung und kacapi rincik, abgedeckt

Männliche Musiker, die den Stil tembang Sunda pflegen, betrachten das Instrument als ihre Frau, weshalb einzelne Bauteile nach weiblichen Körperteilen benannt sind. Das Schallloch an der Unterseite, aweuhan, wird als Vagina (heunceut) verstanden. Wie bei Instrumenten des gamelan darf über die auf dem Boden stehende kacapi nicht geschritten werden, dies gilt als pamali (indonesisch „Tabu“), und vor Spielbeginn sollte der Musiker seine Schuhe ausziehen. Wenn der Musiker das weiße oder rote Tuch abnimmt, mit dem die kacapi bei der Aufbewahrung vor Staub geschützt wird, stellt dies für ihn einen Akt der symbolischen Verheiratung (kawin, „Hochzeit“, auch in der Bedeutung „geschlechtliche Vereinigung“) dar. Mit der Tonerzeugung bringt er die kacapi zum Leben. Die Betrachtung der kacapi als Frau bedeutet zunächst eine grundsätzliche Wertschätzung, die auch andere, als weiblich gedachte Objekte genießen. So wird etwa der Reis, den die Reisgöttin Dewi Sri spendet, in vielen Haushalten an einem rituellen Ort in der Küche oder in einem benachbarten Raum gelagert, an dem Opfer an die Göttin dargebracht werden. Die besondere Beachtung, die weiblichen Ahnengeistern zukommt, ergibt sich aus der gängigen matrilokalen Wohnsitzregel. Diese positive weibliche Zuschreibung gilt für die überwiegend muslimische Bevölkerung in Westjava auch für andere Musikinstrumente. Dagegen kennen Muslime in den orientalischen Ländern üblicherweise keine geschlechtliche Zuschreibung bei Musikinstrumenten, die – wenn überhaupt – negativ bewertet werden.
Auf einer mythischen Ebene steht die kacapi mit weiblichen Gottheiten und Geistern in Beziehung. Dem Instrument einer bedeutenden Persönlichkeit wird ein Ehrentitel gegeben, so enthielt der Titel der im Besitz von Dalem Pancaniti (reg. 1834–1863 über Cianjur) befindlichen kacapi den Ehrennamen der Reisgöttin, Nyi Pohaci (etwa „herausragend“, „schön“). Pohaci heißen weibliche Gottheiten, die mit Landwirtschaft und hausfraulichen Tätigkeiten verbunden sind. Als nach einem Mythos die Reisgöttin starb, sprossen Reis, andere Pflanzen und Bäume aus ihrem toten Körper. Entsprechend kann die kacapi auch als tote Frau aufgefasst werden, aus deren Körper immerwährend Töne hervorkommen. Dieser Ansicht stehen Aussagen vom Anfang des 20. Jahrhunderts entgegen, wonach die kacapi den weiblichen Dämon Kunti (kuntianak, pontianak) verkörpert, der in der malaysisch-indonesischen Mythologie vorkommt. Kunti erscheint als eine schöne blasse Frauengestalt von vorn betrachtet, aber hat ein hässliches Loch an der Rückseite und ist aus dem Geist einer Frau hervorgegangen, die im Kindbett starb. Wie die negative Assoziation entstand, über die Jaap Kunst (1927) berichtet, ist unklar. Wim van Zanten (2008) vermutet entweder, konservative islamische Kreise hätten ihre Abneigung gegen Musik zum Ausdruck bringen wollen oder es gibt eine doppelgesichtige Vorstellung von den jenseitige weiblichen Mächten, denn pohaci können bei manchen Gelegenheiten hässlich aussehen. Demnach kann auch die kacapi manchmal hässlich erscheinen und der Musiker stellt dann bei Spielbeginn das Instrument ins rechte Verhältnis zu sich, sodass Töne hervorkommen, die für Harmonie, Wohlklang und eine gewisse Schläfrigkeit sorgen.

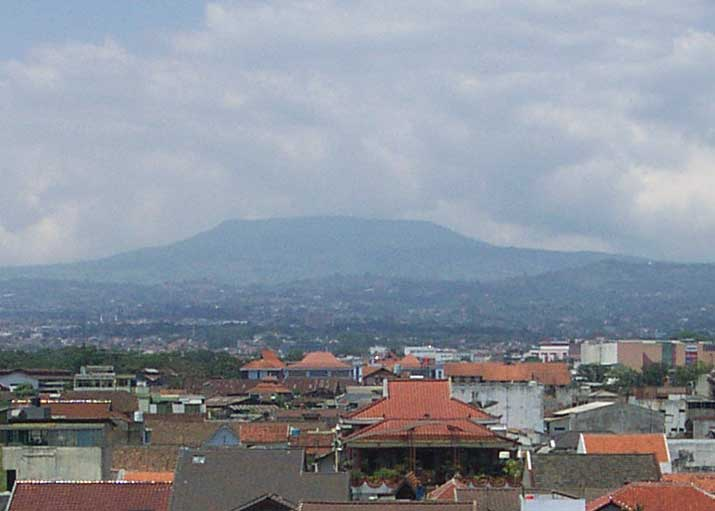
Tangkuban Perahu, ein umgedrehtes Boot

Eine besonders bedeutsame, mythische Beziehung ergibt sich aus der Bootsform der kacapi, die zum Namen kacapi parahu führte. Im javanischen Mythos kommt das Boot als Seelenschiff vor, mit dem die Seelen der Verstorbenen ins Jenseits reisen. Nach Sean William (2001, S. 4), deren Studie zur sundanesischen Musik sich im Titel The Sound of the Ancestral Ship auf die kacapi bezieht, ist die Bootsform der kacapi ein kulturelles Sinnbild, mit dem die Zuhörer an einen anderen Ort in einer anderen Zeit versetzt werden. Die kacapi wirkt wie ein Seelenschiff und transportiert die Zuhörer zurück in das als paradiesisch vorgestellte Königreich Pajajaran.
Die Legende von Sangkuriang erzählt die Entstehung des Vulkanberges Tangkuban Perahu etwa 20 Kilometer nördlich von Bandung und des über 700 Meter hoch gelegenen Beckens, in dessen Mitte Bandung liegt und das aus einem vor rund 20.000 Jahren ausgetrockneten Vulkansee entstand. Sangkuriang ist eine Variante des Inzest-Motivs der Ödipus-Erzählung, in welcher der Held Sang Kuriang unbeabsichtigt den Vater tötet und nach langen Irrwegen seine Mutter Dayang Sumbi wiedertrifft. Sie erkennt ihren Sohn, dieser glaubt jedoch nicht, dass sie seine Mutter ist und verlangt, sie zu heiraten. Die Mutter stellt ihrem Sohn eine scheinbar unlösbare Aufgabe, um die Hochzeit abzuwenden. Er möge innerhalb einer Nacht einen großen Staudamm für einen See bauen und ein Schiff, das auf dem See schwimmt. Als der mit magischen Kräften ausgestattete Sang Kuriang kurz vor der Fertigstellung seines Werkes steht, täuscht Dayang Sumbi mit einem Trick die anbrechende Morgendämmerung vor: Sie spannt im Osten ein weißes Tuch auf und lässt einen Hahn krähen. Um den Lohn seiner Arbeit gebracht reagiert der Held verärgert, zerstört den Damm und kippt das Boot um, das seither umgedreht den breiten Bergrücken bildet. Der Inzestwunsch stellte in der Erzählung die Ordnung der Welt auf den Kopf und durch das Spiel der mit dem mythischen Boot verbundenen kacapi wird die richtige kosmogonische Ordnung wieder eingeführt. Die bekannte Legende wurde in mehreren tembang Sunda-Liedern vertont. Musik symbolisiert gesellschaftliche Ordnung, Inzest ist dagegen ein Sinnbild für die aus den Fugen geratene Welt. Das sundanesische Wort für Inzest, sumbang, kann auch „falsch singen/musizieren“ bedeuten.

## Diskografie
- Java – Tembang Sunda. Ensemble Kinkungan Seni Malati Ida aus Bandung. Gesang und Leitung: Ida Widawati. Inedit, Maison des Cultures du Monde, Paris 1994
- Indonesia – Java (Sunda). Ormatan Tarawangsa. Ritual Music. Pupung Supena (tarawangsa), Tahya (kacapi). Ocora, Radio France, 2011